# Облако Ориона
Облако Ориона — скопление межзвёздного вещества (туманность) в созвездии Ориона. Облако Ориона находится в галактике Млечный Путь на расстоянии 1600 св. лет от Солнца и имеет размеры порядка нескольких сотен св. лет.
Облако Ориона занимает обширную область. В границах этой области выделяют большое количество известных объектов различных типов, которые содержат вещество этого облака и могут наблюдаться с помощью бинокля, любительских телескопов:
- M42 Туманность Ориона
- M43
- M78
- Туманность Конская Голова
- Петля Барнарда (Петля Ориона)
- NGC 2024 (Туманность Пламя)
- NGC 1973, NGC 1975, NGC 1977

В облаке находятся области активного звёздообразования.
2—3 млн лет назад в этой области произошла серия вспышек сверхновых, которые привели к образованию Петли Барнарда, а также к выбросу нескольких звёзд из облака Ориона: AE Возничего, 53 Овна, μ Голубя.
В Облаке Ориона сформировалась молодая звезда Источник Ориона I (Orion Source I), в протопланетном диске которой планетологи обнаружили поваренную соль (NaCl), хлорид калия (KCl), изотопы 37Cl и 41K на расстоянии от 30 до 60 астрономических единиц от звезды. Эта звезда была выброшена из родительского газопылевого скопления примерно 550 лет назад со скоростью около 10 километров в секунду.
В Облаке Ориона в двойной системе у молодой звезды типа T Тельца JW 566 26 ноября 2016 года на субмиллиметровых длинах волн прибором SCUBA-2 (UT) инфракрасного телескопа Джеймса Кларка Максвелла была зафиксирована самая мощная вспышка, которая по энерговыделению в 10 млрд раз превзошла самые мощные из солнечных вспышек.